# Verdensarvssteder i Ukraine
UNESCO har udpeget en række i  Verdensarvssteder i Ukraine. Verdensarvsområder er steder af enestående universel værdi for kulturarv eller naturarv, som er blevet nomineret af lande, der har underskrevet UNESCO's Verdensarvskonvention, der blev oprettet i 1972. Kulturarven består af monumenter (f.eks. arkitektoniske værker, monumentale skulpturer eller inskriptioner), grupper af bygninger og steder (herunder arkæologiske lokaliteter). Naturarv defineres som naturelementer (bestående af fysiske og biologiske formationer), geologiske og fysiografiske formationer (herunder levesteder for truede dyre- og plantearter) og naturområder, der er vigtige ud fra et videnskabeligt synspunkt, bevarelse eller naturskønhed. Ukraine vedtog officielt UNESCO's konvention og blev et uafhængigt medlem den 12. oktober 1988, mens det stadig officielt var endel af Sovjetunionen (før dens opløsning i 1991).
I 2022 er der syv verdensarvslokaliteter opført i Ukraine, hvoraf seks er kulturlokaliteter og én, Gamle oprindelige bøgeskove i Karpaterne og andre regioner i Europa, er en naturlokalitet. Den første lokalitet blev opført på listen var "Kyiv: Saint-Sophia-katedralen og tilhørende klosterbygninger, Kyiv-Pechersk Lavra", i 1990. De seneste steder, der blev opført på listen, var Trækirker i Karpaterne Tserkvas i Karpaterne og Ukraine og den antikke by Chersonese og dens Chora, i 2013. Tre lokaliteter er tværnationale: Trækirkerne Tserkvas deles med Polen, Struves meridianbue deles med ni lande, og de gamle og oprindelige bøgeskove deles med 17 lande. Desuden har Ukraine 17 steder på sin foreløbige liste.

## Verdensarvssteder
UNESCO opfører stederne på en liste under ti kriterier; hver optagelse skal opfylde mindst ét af kriterierne. Kriterierne I til VI er kulturelle, mens VII til X er natur.
     * Transnational site

| Navn                                                            | Billede                                                         | Sted                                       | År   | UNESCO data                 | Beskrivelse |
| --------------------------------------------------------------- | --------------------------------------------------------------- | ------------------------------------------ | ---- | --------------------------- | --- |
| Sankt Sofia-katedralen i Kyiv og Petjerskaklostret i Kyiv       | Church with green and golden domes                              | Kyiv                                       | 1990 | 527 i, ii, iii, iv (kultur) | Sankt Sofia-katedralen blev bygget i det 11. århundrede, kort efter kristningen af Kijevriget. Mosaikker og freskerer fra den periode er bevaret i det indre. Klosterbygninger omkring katedralen blev opført i det 17. og 18. århundrede i ukrainsk barok stil. Kyiv Pechersk Lavra er et klosterensemble, som udviklede sig fra det 11. til det 19. århundrede. Det omfatter kirker, klostre og grotter, hvor helgener blev begravet. Det var et vigtigt center for Den østlige ortodokse kirke. Den Frelserens kirke i Berestove, der ligger ved siden af Lavraen, blev føjet til stedet i 2005.                                                         |
| Det historiske centrum i Lviv                                   | Old colourful town houses and a fountain with a statue in front | Lviv                                       | 1998 | 865; ii, v (kultur)         | Byen Lviv blev grundlagt i slutningen af middelalderen og har stadig bevaret sin middelalderlige topografi. Byen er blevet formet af samspillet mellem de forskellige samfund, der har boet der gennem århundreder, herunder forskellige kristne grupper, muslimer og jøder. Arkitekturen i byen repræsenterer en sammensmeltning af stilarter fra Østeuropa med påvirkninger fra Italien og Tyskland. Flere bygninger fra renæssancen og barokken er bevaret. |
| Struves meridianbue                                             | A marker on the top of a mound in the middle of a field         | Khmelnytskyj oblast, Odessa oblast         | 2005 | 1187 ii, iii, vi (kultur)   | Struves meridianbue er en serie af triangulering punkter, der strækker sig over en afstand på 2.820 km fra Hammerfest i Norge til Sortehavet. Punkterne blev opstillet i en opmåling af astronomen Friedrich Georg Wilhelm von Struve, som først foretog en præcis opmåling af et langt segment af en meridian, hvilket var med til at fastslå Jordens størrelse og form. Oprindeligt var der 265 stationspunkter. Verdensarvsområdet omfatter 34 punkter i 10 lande (fra nord til syd: Norge, Sverige, Finland, Rusland, Estland, Letland, Litauen, Hviderusland, Moldova, Ukraine), hvoraf fire er i Ukraine (stedmarkeringen i Felshtyn er afbilledet).. |
| Gamle primære bøgeskove i Karpaterne og andre regioner i Europa | Hills covered in forest                                         | flere steder                               | 2007 | 1133; ix (natur)            | Denne lokalitet omfatter uforstyrrede eksempler på tempereret skover, der viser den postglaciale ekspansionsproces af europæisk bøg fra nogle få isolerede tilflugtsområder i Alperne, Karpaterne, Dinariderne, Middelhavet og Pyrenæerne. Området blev oprindeligt opført på listen i 2007 som de oprindelige bøgeskove i Karpaterne, der deles af Slovakiet og Ukraine, udvidet i 2011 til at omfatte de gamle bøgeskove i Tyskland og yderligere udvidet i 2017 og 2021 til at omfatte skove i i alt 18 lande. I Ukraine er 13 skovreservater opført på listen (Synevyr, som er afbildet).                                                               |
| Bukovinske og dalmatiske metropolitters residens                | A building in red brick                                         | Tjernivtsi                                 | 2011 | 1330; ii, iii, iv (kultur)  | Residensen for Bukovinske og dalmatiske metropolitter blev bygget for den Østlige ortodokse metropolitanske biskop i slutningen af det 19. århundrede, da regionen var under Østrig-Ungarns herredømme. Den blev tegnet af den Tjekkiske arkitekt Josef Hlávka. Ensemblet er bygget i historicistiskstil og kombinerer træk fra byzantinsk, gotisk og barokarkitektur. Komplekset fungerede som biskoppens residens indtil Anden Verdenskrig. I 1955 blev ejendommen overdraget til Chernivtsi Universit. |
| Den antikke by Chersonese og dens Chora                         | Columns and ruins                                               | Sevastopol                                 | 2013 | 1411; ii, v (kultur)        | Byen blev grundlagt af Doriske grækere i det 5. århundrede f.Kr. på kysten af Sortehavet. I de følgende århundreder oplevede byen samspillet mellem græske, Romersk og Byzantinske samfund i Sortehavsregionen. Den blev i sidste ende forladt i det 15. århundrede. Området omkring byen var vigtigt på grund af sin vinproduktion, og resterne af de gamle vinmarker er velbevaret. |
| Trækirker i Karpaterne                                          | Wooden church with three domes                                  | Ivano-Frankivsk, Lviv, Zakarpatska oblasts | 2013 | 1424; iii, iv (kultur)      | Denne udpegning omfatter 16 trækirker (tserkvas) i Karpaterne, hvoraf de otte ligger i Ukraine. Kirkerne blev bygget mellem det 16. og 19. århundrede af østortodokse og græsk-katolske trossamfund. Designet er baseret på de ortodokse kirkelige traditioner med lokale påvirkninger. De har klokketårne af træ, ikonostase-skærme og indvendige polykrome dekorationer samt kirkegårde, porthuse og kirkegårde. Den Hellige Treenighedskirke i Zhovkva er afbilledet. |

## Tentativ liste
Ud over de steder, der er opført på listen over verdensarv, kan medlemsstaterne føre en liste over foreløbige steder, som de kan overveje at udnævne (den tentative liste). Nomineringer til verdensarvslisten accepteres kun, hvis stedet tidligere har været opført på den foreløbige liste. I 2022 havde Ukraine 17 sådanne steder på sin foreløbige liste.
| Site | Billede                                                     | Sted                           | År   | Kriterier                  | Beskrivelse |
| --- | ----------------------------------------------------------- | ------------------------------ | ---- | -------------------------- | --- |
| Historiske centrum i Tjernihiv, 9.—13. århundrede                                                                          | A white church in orthodox style                            | Tjernihiv oblast               | 1989 | i, ii, iv (kultur)         | Nomineringen omfatter det historiske centrum af Tchernigov, eller Tjernihiv, der stammer fra det 9.-13. århundrede. Nomineringen nævner Transfigurationskatedralen fra det 11. århundrede og Borissoglebsky-katedralen fra det 12. århundrede (billedet). |
| Kulturlandskabet i Kamjanets-Podilskyj-dalen                                                                               | Look at a castle with many towers from afar                 | Khmelnytskyj oblast            | 1989 | i, ii, iv (kultur)         | Denne nominering omfatter slottet (billedet) og det historiske centrum af byen Kamjanets-Podilskyj, der stammer fra det 11. til det 18. århundrede. |
| Tarasbakken, Taras Sjevtjenkos grav, naturmuseum og -reservat                                                              | Old house, surrounded by trees                              | Tjerkasy oblast                | 1989 | (blandet)                  | Endnu ingen beskrivelse i dokumentationen for nominering |
| Askania-Nova, Nationalt Steppebiosfærereservat                                                                             | A herd of Przewalski's horses running                       | Kherson oblast                 | 1989 | x (natur)                  | Endnu ingen beskrivelse i dokumentationen for nominering |
| Dendrologisk Park "Sofijivka"                                                                                              | A bridge over a stream in a park                            | Tjerkasy oblast                | 2000 | (blandet)                  | Anlæggelsen af Engelsk landskabspark og arboret blev påbegyndt i 1796 af Stanisław Szczęsny Potocki. Den er et repræsentativt eksempel på landskabshavearkitekturen i begyndelsen af det 18. århundrede og er hjemsted for over to tusind plantearter. Siden 1955 er den blevet forvaltet af Ukraines nationale videnskabsakademi. |
| Krimkhanernes palads i Bakhtjisaraj                                                                                        | A view of the palace, with chimneys and minarets            | Bakhtjisaraj rajon             | 2003 | i, iii, v, vi (kultur)     | Paladset blev opført i første halvdel af det 16. århundrede i den lokale stil fra den tid. Det fungerede som residens for Krimkhaner i omkring 250 år. Komplekset består af to moskeer, officielle bygninger, khanernes og deres familiers boliger samt hjælpebygninger, indre gårdspladser og parker. |
| Arkæologisk udgravningsområde "Stone Tomb"                                                                                 | A stone mound                                               | Zaporizjzja oblast             | 2006 | iii, vi (kultur)           | Dette arkæologiske område omfatter en stor høj, op til 12 meters højde, som består af individuelle sandstensblokke. Der er adskillige helleristninger på stenene, hvoraf nogle stammer fra bondestenalderen, mens de fleste blev skabt i bronzealderen. Der er fundet rester af bopladser fra mellemstenalderen og bondestenalderen i området. |
| Mykolajiv Astronomiske Observatorium                                                                                       | Observatory main building                                   | Mykolajiv oblast               | 2007 | ii, iv (kultur)            | Observatoriet i Mykolajiv blev grundlagt i 1821 som et havobservatorium. Komplekset består af klassicistisks hovedbygning, astronomiske pavilloner fra begyndelsen af det 20. århundrede og tre moderne pavilloner, der er i brug til forskning. |
| Sudak-fæstningskomplekset. Monumenter fra det 6. - 16. århundrede                                                          | Fortress walls                                              | Sudak kommune                  | 2007 | ii, iv, v (kultur)         | Befæstningsanlæggene ved Sudak, eller Sugdeia, blev bygget af Byzantinerne i tidlig middelalder og derefter af Genoese, der byggede de fleste af de bevarede strukturer i det 14. og 15. århundrede. Sudak faldt i betydning i det 17. århundrede, og fæstningen blev et museum i 1958. |
| Astronomiske observatorier i Ukraine                                                                                       | Observatory main building                                   | Mykolajiv, Kyiv, Odessa, Yalta | 2008 | ii, iv, vi (kultur)        | Denne tværnationale udnævnelse samler vigtige astronomiske observatorier. Fire observatorier fra det 19. og 20. århundrede i Ukraine er med i nomineringen: Mykolajiv-observatoriet (billedet), det astronomiske observatorium ved Kyiv National Universitet, det astronomiske observatorium ved Odessa National Universitet og Crimean Astrophysical Observatory. |
| Historiske centrum i havnebyen Odessa                                                                                      | Opera building in Odessa                                    | Odessa                         | 2009 | i, ii, iii, iv, v (kultur) | Byen Odessa udviklede sig hurtigt som havneby i slutningen af det 18. og 19. århundrede. Som multikulturel by var den hjemsted for bulgarere, grækere, armeniere, jøder, italienere, moldovere, polakker, russere, rumænere, tatarer og ukrainere, hvis traditioner smeltede sammen til et enkelt sociokulturelt miljø i løbet af et århundrede. Odessa har bevaret en række bygninger og arkitektoniske ensembler fra det 19. århundrede, herunder Primorsky Boulevard, Potemkintrappen og Odessa opera- og balletteater. (billedet).                             |
| Udvidelse af sitet Sankt Sofia-katedralen i Kyiv og og Petjerskaklostret med Sankt Cyril's kloster og Sankt Andreaskirken. | St. Andrew's church, a Baroque building on the top of a hil | Kyiv                           | 2009 | i, ii, iii, iv (kultur)    | Denne nominering omhandler tilføjelsen af to kirker til det eksisterende verdensarvsområde i Kiev. Cyrils kloster er et vigtigt eksempel på Kievan Rus'-arkitektur. Det blev grundlagt i det 12. århundrede. Kirkens indre er stort set bevaret, mens det ydre er blevet renoveret i Barokstil i det 17. og 18. århundrede. Andreaskirken (billedet) blev bygget i midten af det 18. århundrede efter tegninger af Francesco Bartolomeo Rastrelli. Den er et sjældent eksempel på elizabethansk barok i Ukraine.                                                   |
| Handelsposter og forter på Genoevesiske handelsruter. Fra Middelhavet til Sortehavet.                                      | Sudak fortress on the top of a hill                         | Mykolaiv, Kyiv, Odessa, Yalta  | 2010 | ii, iv (kultur)            | Denne transnationale udnævnelse samler nogle af de mest betydningsfulde steder med maritime og handelsmæssige bosættelser fordelt rundt om Middelhavet og Sortehavet, som var en del af Republikken Genovas handelsnetværk mellem det 11. og 15. århundrede. I Ukraine er Sudakfæstningen Sudak nomineret. |
| Kulturlandskabet ved Krimgoternes "grottebyer"                                                                             | Ruins of Mangup                                             | Bakhchysarai Raion             | 2012 | iii, v, vi, vii (mixed)    | Denne nominering vedrører to middelalderbebyggelser fra Krimgoterne , Mangup og Eski-Kermen, samt omgivelserne med kalkstensformationer og menneskeskabte grotter. Goterne bosatte sig i området i det 3. til 4. århundrede og allierede sig med Det Byzantinske Rige i det 6. århundrede. Mangup var deres hovedstad. Fyrstendømmet Theodoro dannedes i området i det 14. århundrede og blev i sidste ende ødelagt af Osmannerne i 1475. |
| De historiske omgivelser af Krimkhanernes hovedstad i Bakhtjisaraj                                                         | Cave in the ruins of the old city of Çufut Qale             | Bakhtjisaraj Raion             | 2012 | ii, iii, v, vi (kultur)    | Denne nominering omfatter Khanens palads og fæstningen Chufut-Kale (ruiner på billedet), samt deres omgivelser. Paladset blev bygget i første halvdel af det 16. århundrede og tjente som residens for Krimkhaner i omkring de næste 250 år. Området omkring Chufut-Kale var hjemsted for Alaner fra det 6. til det 15. århundrede. Det fungerede som den første hovedstad for Krimtatarerne i det 14. århundrede. Mellem det 17. og 19. århundrede blev Krimkaraiterne den største etniske gruppe i byen. De fleste af de arkæologiske levn er fra denne periode. |
| Derzhprom (Den statslige industribygning)                                                                                  | Derzhprom complex from above                                | Kharkiv                        | 2017 | iv (kultur)                | Derzhprom, eller den statslige industribygning, ligger ved siden af Frihedspladsen i Kharkiv. Den blev bygget i 1920'erne og er verdens største bygning i konstruktivistisk stil. Den blev tegnet af arkitekterne S.S. Serafnnov, M.D. Feldher og S.M. Kravets. Derzhprom gjorde modernisme til den vigtigste arkitektoniske stil i Sovjetunionen i flere år. |
| Tyras - Bilhorod (Akkerman), ved ruten fra Sortehavet til Østersøen                                                        | Fortress at the waterfront                                  | Odessa oblast                  | 2019 | ii, iv, vi (kultur)        | Den græske koloni Tyras blev etableret i det 6. århundrede f.Kr. på bredden af Dnjestr-mundingen. Gennem århundreder har den fungeret som en vigtig handelshavn med ruter til Silkevejen, Baltikum og Middelhavet. Byen, der nu er kendt som Bilhorod-Dnistrovskyi, blev dannet af de mange samfund, der levede der gennem århundreder. |